# Succasunna-Kenvil
Succasunna-Kenvil é uma Região censo-designada localizada no estado americano de Nova Jérsei, no Condado de Morris.

## Demografia
Segundo o censo americano de 2000, a sua população era de 12.569 habitantes.

## Geografia
De acordo com o United States Census Bureau tem uma área de
17,6 km², dos quais 17,3 km² cobertos por terra e 0,3 km² cobertos por água.

## Localidades na vizinhança
O diagrama seguinte representa as localidades num raio de 8 km ao redor de Succasunna-Kenvil.